# Raya (puntuación)
La raya o guion largo (—) es un signo ortográfico de puntuación que se representa con un trazo horizontal largo. En tipografía, usualmente equivale a un cuadratín, o sea, el espacio blanco cuyo ancho mide en puntos lo mismo que el cuerpo o tamaño de la letra que se está utilizando. Sin embargo, según distintas fuentes de letra, puede variar su tamaño.
No debe confundirse en nombre ni en sus funciones con otros signos (ortográficos o no) que se asemejan a este. Usualmente, se confunde con el signo menos (−), que es más corto que la raya, o con el guion (-), que incluso es sensiblemente más corto que el anterior.
La raya puede, según sus distintos usos, emplearse como signo simple o como signo doble. En este último caso, al igual que otros signos dobles, las respectivas rayas de apertura y cierre deben ir pegadas a las palabras de los periodos que enmarcan, y separadas por un espacio del elemento que las precede o las sucede (por excepción de que sea otro signo de puntuación). De la misma forma, puede o no comenzarse con mayúsculas la primera palabra del periodo que enmarca la raya, según sea cada caso.

## Usos en la escritura

### Aclaraciones o incisos
Se usa para indicar aclaraciones, comentarios o para un texto dialogado. En este último, la raya suele aparecer sólo al principio de cada línea, mientras que en los otros casos debe colocarse tanto al principio como al final del inciso, separada del texto exterior por un espacio, pero pegada al texto de la aclaración o comentario. Este uso coincide con el paréntesis, si bien se diferencia en el grado de relación entre la aclaración y el texto, que es mayor en el caso de la coma y menor en el del paréntesis. Por otra parte, el uso de la raya al final de una oración no exime del uso del punto o de otros signos de puntuación. También se usan rayas para marcar un comentario en el interior de un paréntesis o en una cita entre comillas.

Él esperaba a Doña Juana —que era su niñera de la infancia—. Sin embargo, quien tocó la puerta no fue ella.

### Listas
Puede utilizarse para introducir cada uno de los elementos de una relación. En este caso sí debe dejarse un espacio tras la raya. En estos casos la raya se puede sustituir por letras, números o esquemas numerados u otros signos. 
Si los elementos de la lista son simples es posible escribirlos sin puntuación alguna.

Los países participantes en la Convención de Londres fueron los siguientes:

— España 

— Francia 

— Reino Unido

Si los elementos son frases complejas o largas, es preferible independizarlos: escribiéndolos con punto y coma por excepción del último elemento, que se escribiría con punto.

Los firmantes de la Convención de Londres fueron los siguientes:

— Isabel II, reina de España;

— Napoleón III, emperador de los franceses;

— Victoria, reina de Reino Unido.

## Usos en obras literarias

### El punto con raya
La raya puede ser usada a continuación del punto (.—) en un epígrafe si la frase continúa en la misma línea y en la introducción de un diálogo cuando el nombre de los personajes se indica.

Epígrafe 1.— Descripción

MARÍA.—Hola, ¿qué tal?

JUAN.—Bien, ¿y tú?

### Diálogos e intervenciones del narrador
Para señalar las diferentes intervenciones de los personajes en texto dialogado en el que no se indican los personajes:

—Hola, ¿qué tal?

—Bien, ¿y tú?

En un texto dialogado también se usa para señalar comentarios del narrador. En este caso, si el comentario del narrador no es seguido de inmediato por la intervención de ese personaje, no ha de colocarse una raya al final. Si el discurso hablado continúa tras la acotación, el signo de puntuación correspondiente se debe escribir tras la raya de cierre del comentario, ya sea un signo de puntuación perteneciente al diálogo o un punto del inciso del narrador. Si el comentario se introduce con un verbo de habla, este comienza por minúscula; en cualquier otro caso, la intervención del personaje ha de terminar en punto y el comentario ha de comenzar por mayúscula.

—Si quieres puedes venir —dijo sonriendo.

—Bueno —dijo apoyándose en la puerta—, si no te molesta…

—¡Claro que no! —La tomó de la mano y tiró de ella—. Tú nunca molestas.

—¡Cada día está todo más caro! —gritó, tratando de poner los ojos en blanco—. Y esta papaya, ¿cuánto vale?

—Nos conocemos de mucho tiempo. Longtemps… —Susana hizo una pausa—. Tú sabes hablar francés, ¿no?

- Un primer ejemplo de diálogo en presentación compacta:

—¡Sí, sí soy francés! —dijo René, y se detuvo—. Me hubiera gustado conocerte mejor —se detuvo otra vez y exhaló un suspiro—, o durante más tiempo. —Se quedó mirando el techo—. Sí, me hubiera gustado conocerte mejor —repitió lentamente—. Me recuerdas mucho a mi esposa, ¿sabes? —De repente su voz cambió y los ojos se le llenaron de lágrimas.

Una presentación más clara sería:

—¡Sí, sí soy francés! —dijo René, y se detuvo—. Me hubiera gustado conocerte mejor.

Se detuvo otra vez y exhaló un suspiro:

—O durante más tiempo…

Se quedó mirando el techo.

—Sí, me hubiera gustado conocerte mejor —repitió lentamente—. Me recuerdas mucho a mi esposa, ¿sabes?

De repente su voz cambió y los ojos se le llenaron de lágrimas.

## Usos en la informática
Las máquinas de escribir y los ordenadores no suelen tener una tecla que produzca una raya o guion largo. En consecuencia, se hizo común el uso del guion como aproximación tipográfica de la raya.
En la siguiente tabla se indican las técnicas para generar la raya en varios sistemas operativos y en procesadores de texto:
| Windows        | Alt + 0151 (del bloque numérico) | |
| macOS          | ⌥ + ⇧ + - | |
| GNOME          | Ctrl + ⇧ + U, luego 2014, y Espacio o Intro | |
| iOS            | Manteniendo pulsado el - (guion) en el teclado en pantalla hasta que aparezca una ventana emergente con opciones, luego deslizando el dedo o el pulgar hacia arriba hasta la opción deseada, y soltando. | Manteniendo pulsado el - (guion) en el teclado en pantalla hasta que aparezca una ventana emergente con opciones, luego deslizando el dedo o el pulgar hacia arriba hasta la opción deseada, y soltando. |
| Android        | Manteniendo pulsado el - (guion) en el teclado en pantalla hasta que aparezca una ventana emergente con opciones, luego deslizando el dedo o el pulgar hacia arriba hasta la opción deseada, y soltando. | Manteniendo pulsado el - (guion) en el teclado en pantalla hasta que aparezca una ventana emergente con opciones, luego deslizando el dedo o el pulgar hacia arriba hasta la opción deseada, y soltando. |
| Microsoft Word | Alt Gr + - (del bloque numérico) | |
| Pages          | -- | |
| LibreOffice    | --- o :---: | |
| OpenOffice.org | -- | |
| TeX            | --- | |
| HTML           | &mdash; | |
| XML            | &#8212; o &#x2014; | |
| Unicode        | U+2014 | |
| XCompose       | Compose + - | |

### Problema ofimático de ortotipografía
El procesador de textos Microsoft Word considera que la raya funciona como el guion y no la traslada al renglón siguiente cuando la primera palabra de la frase encerrada entre rayas queda en el renglón inferior:

¡Cada día está todo más caro! —

gritó—. ¿Y esta cuánto vale?